# Matthew Stirling

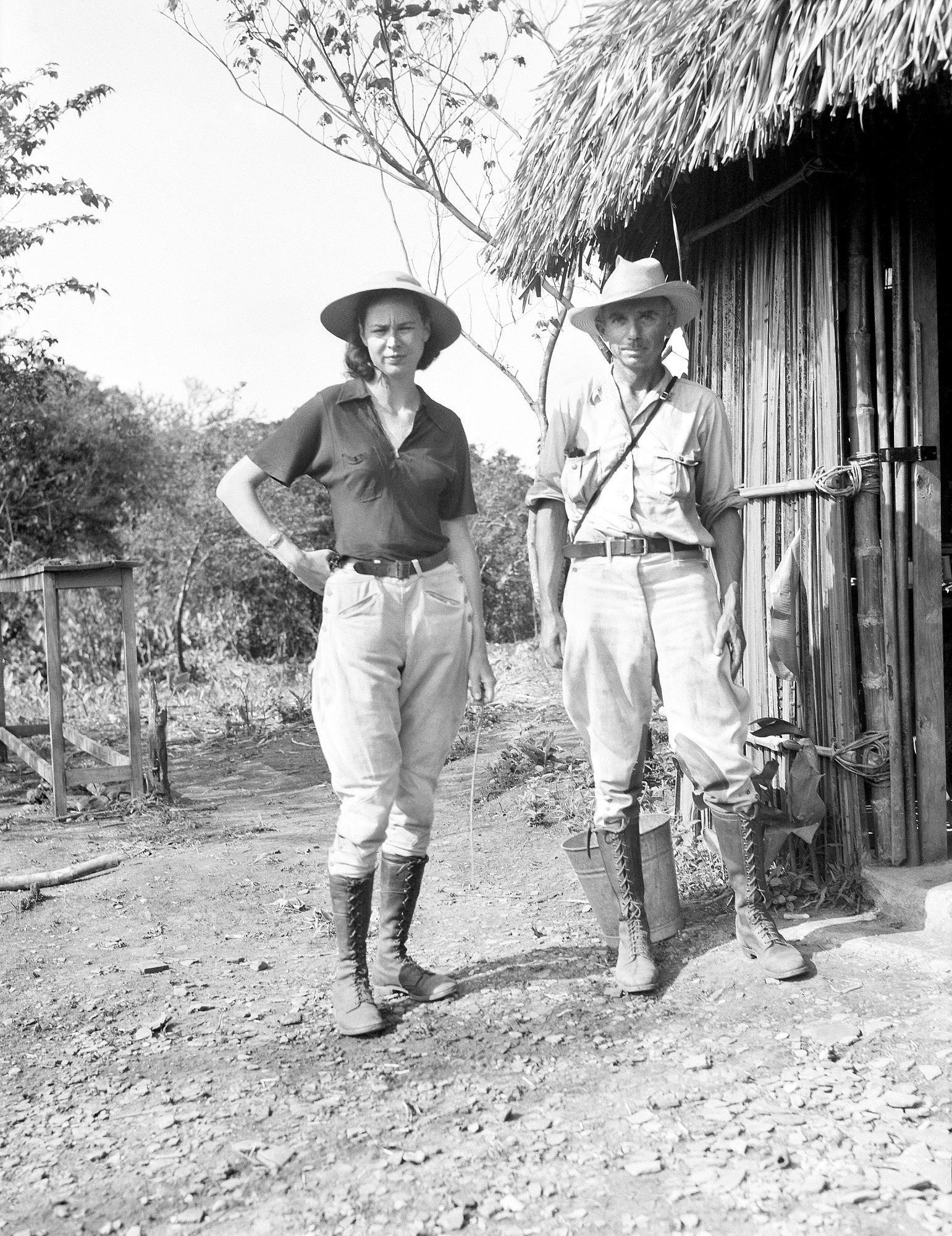
Matthew Stirling wraz z żoną Marion w Meksyku (1939)

Matthew Williams Stirling (ur. 28 sierpnia 1896 w Salinas, zm. 23 stycznia 1975 w Waszyngtonie) – amerykański etnolog i archeolog. Jeden z pionierów badań kultury Olmeków.

## Biografia

### Młodość
Urodził się w Salinas w Kalifornii. Jego ojciec pracował w Southern Pacific Milling Co. Ponieważ był odpowiedzialny za zakładanie nowych magazynów w dolinie Salinas, rodzina często zmieniała miejsca zamieszkania. Dużą część dzieciństwa spędził na ranczu swojego dziadka, gdzie po raz pierwszy zainteresował się starożytnością, zbierając groty strzał i badając odkryte artefakty.
Po odbyciu służby wojskowej w marynarce wojennej, rozpoczął studia antropologiczne na Uniwersytecie Kalifornijskim w Berkeley, które ukończył w 1920 roku z tytułem licencjata. W latach 1920–1921 pracował tam jako wykładowca. W 1921 roku rozpoczął pracę w Smithsonian Institution (wówczas U.S. National Museum) jako pomocniki muzealny, a następnie jako asystent kuratora działu etnologii. W międzyczasie uczęszczał na studia magisterskie na Uniwersytecie Jerzego Waszyngtona. 

### Kariera i badania
Pod koniec 1923 roku udał się na Florydę, by prowadzić wykopaliska na wyspie Weeden i badać tamtejszą kulturę. Kilka miesięcy później zrezygnował z pracy w muzeum i wraz ze swoim przyjacielem Perrym Pattonem wyruszył w podróż do Ameryki Południowej. W latach 1925–1927 wziął udział w sponsorowanej przez Smithsonian Institution amerykańsko-holenderskiej ekspedycji do Papui-Nowej Gwinei, w celu zbadania nieznanych wówczas wewnętrznych rejonów wyspy. Ponadto prowadził tam również badania etnologiczne i antropologiczne oraz zbierał egzemplarze do kolekcji historii naturalnej.
W 1928 roku został mianowany szefem Biura Etnologii Amerykańskiej w Smithsonian Institution. Na początku lat 30. prowadził badania stanowisk archeologicznych w Georgii, kopców w Tampa Bay i Calusa na Florydzie oraz jaskiniowych malowideł w Marfa w Teksasie. We wrześniu 1931 roku wziął udział w półrocznej ekspedycji do Ameryki Południowej i Środkowej, podczas której badał plemiona Tule i Kuna w Panamie oraz Jiwaro w Ekwadorze. W latach 1933–34 nadzorował prace archeologiczne na Florydzie, Georgii, Wirginii oraz Karolinie Północnej. W 1935 roku został prezesem Towarzystwa Antropologicznego w Waszyngtonie. W tym samym roku udał się do Gwatemali, Hondurasu i na Półwysep Jukatan w celu badania indiańskich ludów Majów i Kicze. Przez rok (1935-36) pełnił również funkcję wiceprezesa Amerykańskiego Towarzystwa Antropologicznego.

### Badania kultury Olmeków
W 1929 roku badając mezoamerykańskie znaleziska zaczął podejrzewać, że niektóre artefakty pochodzące z Meksyku należą do czasów znacznie wcześniejszych niż przypisywane Olmekom. W owym czasie kultura Olmeków była słabo znana, przez co datowanie jej wieku również było kontrowersyjne. W 1938 roku badacz wraz z żoną udał się na wybrzeże zatokowe w Meksyku do Tres Zapotes. Tam zauważył m.in. ogromną kamienną głowę otoczoną czterema kopcami oraz sporą grupę kopców w okolicy. Swoimi odkryciami zainteresował National Geographic Society, które przyznało mu fundusze na prowadzenie wykopalisk. Dzięki temu odbył także pierwszą z kilku ekspedycji do San Lorenzo Tenochtitlán (1938), La Venty (1939-40) i Cerro de las Mesas (1940-41).
W 1939 roku odkrył w Tres Zapotes tzw. Stelę C. Wprawdzie brakowało jej górnej części, ale dolna połowa zawierała datę zapisaną w Długiej rachubie (?.16.6.16.18). Żona Stirlinga, Marion uważała, że brakującą pierwszą cyfrą była 7, a to oznaczałoby datę 3 września 32 roku p.n.e. Dla części ówczesnych badaczy było to datowanie zbyt wczesne jak na cywilizację mezoamerykańską. Natomiast dla zwolenników tezy badaczki, był to argument za usytuowaniem jej w okresie preklasycznym. Przypuszczenia te znalazły potwierdzenie w 1970 roku, kiedy to odkryto górną część steli.
W 1942 roku badacz przybył do Tuxtla Gutiérrez, gdzie wziął udział w konferencji naukowej poświęconej kulturze Majów oraz Olmeków. Tam też Miguel Covarrubias i dr Alfonso Caso po raz pierwszy przedstawili argumenty przemawiające za tym, że kultura Olmeków była „kulturą-matką” cywilizacji mezoamerykańskich. Stirling poparł ich hipotezę, jednak ostateczne potwierdzenie nastąpiło piętnaście lat później dzięki datowaniu radiowęglowemu stanowisk.
W latach 1948–1954 odbył serię podróży do Panamy, Ekwadoru i Kostaryki w celu zbadania powiązań między kulturami Mezoameryki i Ameryki Południowej. W latach 60. zajął się wykopaliskami na nizinie Linea Vieja w Kostaryce.

## Życie prywatne
W 1931 roku poznał Marion Illig, która pracowała jako jego sekretarka. Pobrali się dwa lata później 11 grudnia 1933 roku i pracowali razem przez następne czterdzieści dwa lata, aż do jego śmierci. Żona towarzyszyła mu we wszystkich ekspedycji archeologicznych z wyjątkiem jednej. Mieli syna i córkę.
Po przejściu na emeryturę badacz pozostał pracownikiem naukowym Smithsonian oraz współpracownikiem National Park Service i członkiem Komitetu ds. Badań i Eksploracji National Geographic.
Zmarł 23 stycznia 1975 roku w wieku 78 lat.